# Franciscus Loots
Pour les articles homonymes, voir Loots.
Franciscus Loots, né en 1627, est un compositeur et musicien des églises Saint-Jacques et Saint-Georges d'Anvers.
Loots publia des cantiones natalitiæ (chants de Noël) chez Phalesius vers 1670.  Parmi les chants de Noël de style concertant des Pays-Bas méridionaux de son époque, ceux de Loots se rapprochent le plus de la cantate.  Écrits pour deux voix solistes, chœur et instruments, ils offrent une grande variété de rythmes et de tempi dans leurs différentes parties.  La partie de basse chiffrée de O Iesus soet (Ô doux Jésus !) occupe trois pleines pages, ce qui est environ six fois plus long qu'un chant de Noël moyen des collections de laudes vespertinæ.  L'ouvrage de Loots, qui n'est pas daté, appartient certainement à la dernière phase de l'histoire des cantiones natalitiæ.

### Sources
- (en + fr) Paul Becquart et Henri Vanhulst, Musique des Pays-Bas anciens : musique espagnole ancienne, Louvain, In Aedibus Peeters, 1988  (ISBN 9068311050), p. 187 (Actes du Colloque musicologique international, Bruxelles, 28 et 29 octobre 1985; 3).
- Marc Honegger, Frédéric Meyer et Paul Prévost, La Musique et le Rite sacré et profane : actes du XIIIe Congrès de la Société internationale de musicologie, Strasbourg, 29 août-3 septembre 1982, vol. 13, Ire partie, Strasbourg, Presses universitaires de Strasbourg, 1986, p. 29, 71.
- (en) Hans Tischler, Essays in musicology: a birthday offering for Willi Apel, School of Music, université de l'Indiana, 1968, p. 126.